# Lilly Be'Soer
Lilly Kolts Be'Soer est une militante des droits des femmes de Papouasie-Nouvelle-Guinée.

## Biographie
Be'Soer est né[Quand ?] et a grandi dans l'actuelle province de Jiwaka, dans les hautes terres de Papouasie-Nouvelle-Guinée. Elle a fondé Voice for Change, une organisation non gouvernementale qui se concentre sur l'élimination de la violence à l'égard des femmes et des filles. Elle est membre du groupe consultatif de la société civile de l'ONU Femmes Asie-Pacifique et du comité provincial de Jiwaka sur la budgétisation et la planification, présidente du groupe de soutien contre les violences familiales dans le district de South Whagi de la province de Jiwaka et membre du réseau des femmes du Pacifique contre la violence envers les femmes. Elle a également créé un comité pour lutter contre la violence liée à la sorcellerie et elle est la secrétaire générale du Réseau régional des défenseurs des droits de l'homme des Nations unies pour les femmes des hautes terres. Elle est directrice du programme pour le développement des femmes rurales en Papouasie-Nouvelle-Guinée.
Be'Soer a également aidé à faciliter la médiation dans les conflits tribaux et les guerres. En janvier 2012, elle a coordonné un accord de paix dans la province de Jiwaka entre les clans de la tribu Kondika qui étaient en guerre depuis 2009. L'accord prévoyait la réinstallation d'environ 500 familles déplacées à l'intérieur du pays.

### Reconnaissance
En 2010, Elle a reçu le Pacific Human Rights Defenders Award,,.